# Hans-Georg Maaßen

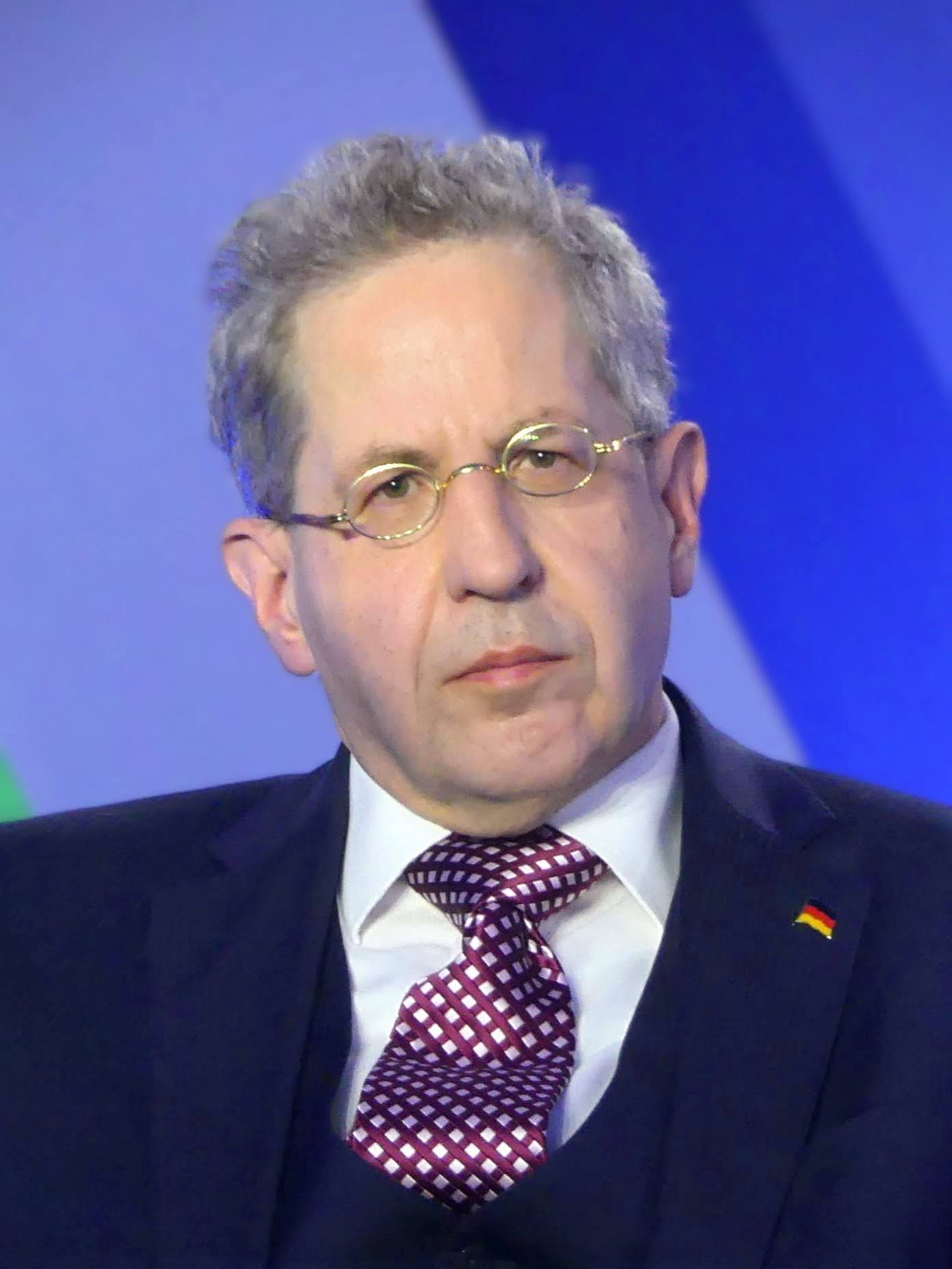
Hans-Georg Maaßen (2023)

Hans-Georg Maaßen (* 24. November 1962 in Mönchengladbach) ist ein deutscher Jurist, ehemaliger politischer Beamter und Politiker (Werteunion, zuvor CDU). Von August 2012 bis zu seiner Versetzung in den einstweiligen Ruhestand im November 2018 war er Präsident des Bundesamtes für Verfassungsschutz (BfV). Seine Kritik an der Medienberichterstattung zu den Ausschreitungen in Chemnitz 2018 löste eine Kontroverse aus und trug maßgeblich zu seiner Absetzung als Verfassungsschutzpräsident bei. Zur Bundestagswahl 2021 trat er im Wahlkreis Suhl – Schmalkalden-Meiningen – Hildburghausen – Sonneberg als Direktkandidat der CDU an und unterlag seinem Mitbewerber Frank Ullrich (SPD). Seit dem 28. Januar 2023 ist er Bundesvorsitzender der Werteunion, die sich am 17. Februar 2024 als Partei gründete. Am 13. Februar 2023 beschloss der CDU-Vorstand einstimmig die Einleitung eines Parteiausschlussverfahrens und die sofortige Entziehung der Mitgliedsrechte Maaßens. Im Juli 2023 lehnte ein CDU-Kreisparteigericht den Ausschluss in erster Instanz ab und machte die Entziehung der Mitgliederrechte rückgängig. Im Januar 2024 trat Maaßen aus der CDU aus. Seit ihrer Gründung als Partei am 17. Februar 2024 ist er Parteivorsitzender der Werteunion.
Nach seinem unfreiwilligen Ausscheiden aus dem Amt des Verfassungsschutzpräsidenten fiel Maaßen mit politischen Stellungnahmen auf, die als antisemitisch, rechtsextremistisch und verschwörungstheoretisch bewertet wurden. Maaßen bestreitet die Vorwürfe. Ende Januar 2024 wurde bekannt, dass das Bundesamt für Verfassungsschutz ihn als Beobachtungsobjekt im Bereich Rechtsextremismus führt. Maaßen hat gegen dieses Verwaltungshandeln Klage eingereicht.

## Ausbildung
Hans-Georg Maaßen wurde 1962 im Mönchengladbacher Stadtteil Rheindahlen geboren und machte 1982 Abitur am Gymnasium Rheindahlen. 1978 trat er in die CDU ein. In Köln und Bonn studierte er bis 1987 Rechtswissenschaft als Stipendiat der Studienstiftung des deutschen Volkes und legte 1991 sein zweites Staatsexamen ab. Er promovierte 1997 an der Universität zu Köln mit der Dissertation Die Rechtsstellung des Asylbewerbers im Völkerrecht.

## Im Bundesinnenministerium
Ab 1991 arbeitete er im Bundesinnenministerium. 2001 wurde er dort Leiter der „Projektgruppe Zuwanderung“ und klärte als solcher unter Bundesinnenminister Otto Schily (SPD) im Herbst 2002 ab, ob der im US-Gefangenenlager Guantánamo festgehaltene Murat Kurnaz nach Deutschland zurückzuholen sei oder ob man seine Einreise verweigern solle. Maaßen vertrat die Auffassung, Kurnaz’ Aufenthaltserlaubnis in Deutschland sei verfallen, da dieser mehr als sechs Monate außer Landes gewesen sei und sich nicht bei den zuständigen Behörden gemeldet habe. Kurnaz wurde von Januar 2002 bis August 2006 in Guantánamo ohne Anklage festgehalten.
Maaßens Schlussfolgerungen wurden 2004 vom damaligen Innensenator Bremens Thomas Röwekamp (CDU) bestätigt. Im November 2005 entschied jedoch das Verwaltungsgericht der Freien Hansestadt Bremen, dass Kurnaz seine unbefristete Aufenthaltserlaubnis nicht verwirkt habe, da er nicht „ausgereist“ sei, und dass ein gegenteiliger Bescheid des Stadtamtes Bremen, an dem Maaßen allerdings nicht mitgewirkt hatte, aufzuheben war. Maaßen musste 2007 vor dem BND-Untersuchungsausschuss des Deutschen Bundestages seine Auffassung erklären und wurde von Mitgliedern des Ausschusses und in der Presse scharf kritisiert.
2003 wurde Maaßen Leiter des Referats Ausländerrecht im Bundesinnenministerium. Ab August 2008 leitete er im Bundesministerium des Innern als Ministerialrat und dann Ministerialdirigent den Stab Terrorismusbekämpfung in der Abteilung Öffentliche Sicherheit. Im ersten Bundestags-NSU-Untersuchungsausschuss vertrat Maaßen die Bundesregierung.

## Präsident des Bundesamtes für Verfassungsschutz

### Ernennung
Am 18. Juli 2012 beschloss das Bundeskabinett, dass Maaßen zum 1. August 2012 als Nachfolger von Heinz Fromm das Amt des Präsidenten des Bundesamtes für Verfassungsschutz übernehmen sollte, und stimmte damit für den Vorschlag des Bundesinnenministers Hans-Peter Friedrich (CSU). Friedrich hatte die Vertreter der Bundestagsfraktionen am 16. Juli 2012 über die Personalie informiert. Die Ernennung Maaßens wurde von verschiedenen Seiten vor allem wegen seiner Stellungnahme gegen die Gewährung einer Wiedereinreise nach Deutschland des Bremers Murat Kurnaz sowie nachfolgend seiner mangelnden Reue kritisiert. Dessen ungeachtet wurde Maaßen durch Friedrich am 1. August 2012 zum Präsidenten des Bundesamtes für Verfassungsschutz ernannt und am 10. August 2012 in Köln in sein Amt eingeführt. Maaßen erklärte, das verlorene Vertrauen der Öffentlichkeit zum Verfassungsschutz wiederherstellen zu wollen. Am 15. November 2012 wurde in Köln das Gemeinsame Extremismus- und Terrorismusabwehrzentrum (GETZ) in Maaßens Anwesenheit durch Friedrich eingeweiht.

### Einsatz von NSA-Spionagetechnik im Inneren

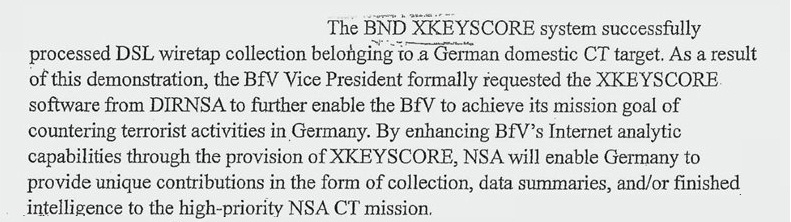
Ausschnitt aus einer NSA-Präsentation über XKeyscore und die Zusammenarbeit mit dem BfV

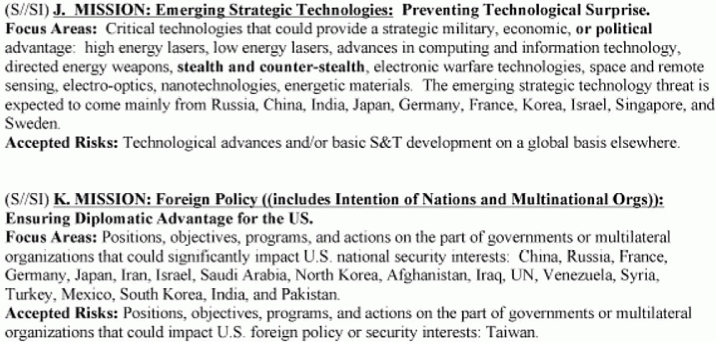
In Deutschland bestanden von 2007 bis 2013 die Hauptaufgaben der NSA in Strategic Mission J (Wirtschaftsspionage) und Strategic Mission K (Überwachung der politischen Führungspersonen).

Im Zuge der NSA-Affäre veröffentlichte die Süddeutsche Zeitung vom 13. September 2013 einen Artikel, demzufolge das Bundesamt für Verfassungsschutz (BfV) unter Leitung von Maaßen regelmäßig vertrauliche Daten an die National Security Agency (NSA), den größten Auslandsgeheimdienst der Vereinigten Staaten, liefere und mit acht weiteren US-Diensten zusammenarbeitete. Im Gegenzug erhielt das BfV Verbindungsdaten. Im August 2015 veröffentlichte die Zeit den Vertrag, mit dem das BfV und der BND die NSA-Spionagesoftware XKeyscore im April 2013 kauften, im Wortlaut. In den Akten stehe:

„Nachdem durch das Nachrichtenmagazin Der Spiegel für den 21. Juli 2013 Veröffentlichungen über den Einsatz von XKeyscore durch deutsche Nachrichtendienste angekündigt worden waren, teilte Herr Dr. Maaßen der Zeitung Bild am Sonntag mit, dass XKeyscore durch das BfV getestet werden würde.“

Die Süddeutsche Zeitung schrieb weiter:

„Sollte der Geheimdienst das Programm im Regelbetrieb nutzen, hat sich das BfV verpflichtet, alle Erkenntnisse mit der NSA zu teilen. Dies hatte Maaßen der NSA zugesichert.“

Im Februar 2016 wurde bekannt, dass das NSA-Überwachungswerkzeug XKeyscore beim BND ohne IT-Sicherheitskonzept und beim BfV im Wirkbetrieb eingesetzt wird. Die Leiterin der XKeyscore-Projektgruppe beim BfV sagte vor dem NSA-Untersuchungsausschuss: „Wir wissen nicht, was das Ding tut, wenn es ans Internet angeschlossen wird“. Maaßen wird von Netzpolitik.org zitiert: „Sollte in Wirkbetrieb gehen, haben es auf Sicherheit geprüft. Kennen den Quelltext nicht.“

### Strafanzeigen gegen Netzpolitik.org
Im Juli 2015 gab Maaßen durch mehrere Strafanzeigen gegen unbekannt den Anstoß zu Ermittlungsverfahren gegen zwei in den Anzeigen namentlich genannte Blogger von netzpolitik.org wegen Verdachts des Landesverrats – eingeleitet durch Generalbundesanwalt Harald Range. Maaßen erklärte infolge der aufgebrachten Reaktion der Medien, er habe die vielerseits als Angriff auf die Pressefreiheit wahrgenommenen Anzeigen ausdrücklich nicht gegen die Blogger gestellt. Aus den Akten des Landesverrats-Verfahrens geht jedoch hervor, dass Maaßen hätte wissen müssen, dass das Verfahren sich gegen Journalisten richtete. Maaßen erklärte, das Ziel der Anzeigen sei gewesen, bisher unbekannte „Maulwürfe“ zu finden, die den als vertrauliche Verschlusssache eingestuften Budgetplan des BfV an die Blogger weitergegeben hatten. Aus dem Budgetplan ging hervor, dass 2,75 Millionen Euro für den Aufbau einer neuen Behördeneinheit zur „Massendatenerfassung“ etwa in sozialen Netzwerken zur Verfügung standen. Das von Maaßen auf Anfrage für den Generalbundesanwalt erstellte Amtsgutachten, auf dessen Grundlage dieser den Vorgang als möglichen Landesverrat einstufte und die Ermittlungen zwecks Unterbrechung der Verjährungsfrist eingeleitet hatte, wurde für geheim erklärt. Infolgedessen forderten mehrere Politiker – darunter Renate Künast, Bernd Riexinger und Christian Lindner – den Rücktritt bzw. die Entlassung von Maaßen. Er habe ein „gestörtes Verhältnis zu den demokratischen Grundprinzipien“, so Künast.

### Spekulationen über Edward Snowden
Maaßen stieß auf öffentliche Kritik, als er den Whistleblower Edward Snowden als Verräter anprangerte. Vor dem NSA-Untersuchungsausschuss spekulierte Maaßen 2016, dass Snowden ein Agent der russischen Geheimdienste sein könnte, was selbst hohe US-amerikanische Geheimdienstler nicht behaupten. Snowden quittierte diese unbelegte Theorie mit dem auf Deutsch verfassten Tweet: „Ob Maaßen Agent des SVR oder FSB ist, kann derzeit nicht belegt werden.“ Maaßen weiter zu Snowden:

„Er hat einen Keil getrieben zwischen die USA und Verbündete, vor allem USA und Deutschland. Nur in Deutschland haben wir so eine große Diskussion. Das ist antiamerikanisch.“

### Aussagen zu einem V-Mann im Umfeld des Islamisten Amri
Obwohl vor dem Anschlag auf den Berliner Weihnachtsmarkt an der Gedächtniskirche im Umfeld des islamistischen Attentäters Anis Amri mit Wissen Maaßens ein V-Mann des Bundesamts für Verfassungsschutz platziert war, behauptete Maaßen in seiner Antwort auf eine diesbezügliche parlamentarische Anfrage von Januar 2017 das Gegenteil. Im September 2018 wurde publik, dass Maaßen Anfang 2017 über eine Anwaltskanzlei Briefe an verschiedene Presseorgane mit Korrekturbitten verschicken ließ, um die Berichterstattung über Verfassungsschutz-Spitzel in Amris Umkreis zu unterdrücken. Laut Tagesspiegel habe der Innenausschuss des Bundestages deshalb beschlossen, Maaßen, auch wegen seiner AfD-Kontakte, zur Sitzung am 26. September 2018 vorzuladen. Bei seiner Aussage vor dem Untersuchungsausschuss des NRW-Landtages erklärte Maaßen am 29. Oktober 2018, sein Amt habe zwar einen V-Mann in der Moschee gehabt, die Amri gelegentlich besuchte, dieser habe aber nicht Amri beobachtet und diesen auch auf Fotos nicht wiedererkannt.

### Dienstliche Gespräche mit Politikern
Im Sommer 2018 behauptete das ehemalige AfD-Mitglied Franziska Schreiber in einer Buchveröffentlichung, dass Maaßen 2015 bei mehreren Treffen mit der AfD-Chefin Frauke Petry dieser Tipps gegeben habe, wie die AfD eine Beobachtung durch den Verfassungsschutz vermeiden könne. Die Autorin bekräftigte die Vorwürfe bei einer Pressekonferenz am 8. August 2018 durch die Vorlage einer eidesstattlichen Erklärung. Das Bundesinnenministerium bestätigte zwei Treffen mit Petry, dabei habe es jedoch keine Empfehlungen oder Ratschläge zum Umgang mit Personen oder Strömungen der AfD gegeben. Verschiedene Vertreter der Opposition verlangten weitere Aufklärung über das Treffen. Nach Auskunft des Bundesinnenministeriums führte Maaßen seit seinem Amtsantritt etwa 196 Gespräche mit Politikern der CDU/CSU, SPD, Grünen, Linken, FDP und AfD, bei denen es inhaltlich „um Fragen der Gefährdungseinschätzung“ und um „einen allgemeinen Austausch“ gegangen sei. „Die aktive Kommunikation in den öffentlichen und politischen Raum durch den Präsidenten der BfV entsprach und entspricht dem ausdrücklichen Wunsch des Bundesinnenministeriums, die Aufgaben, Fähigkeiten und Sicherheitsbeiträge des Verfassungsschutzes nach dem Vertrauensverlust in Folge der NSU-Morde auch durch den Präsidenten aktiv nach außen darzustellen.“ Die Deutsche Presse-Agentur nannte 237 Gespräche, die Maaßen seit seinem Amtsantritt im August 2012 mit Politikern geführt habe, wovon 121 auf Politiker der CDU/CSU, 69 auf Politiker der SPD, 23 auf Politiker der Grünen, 14 auf Politiker der Linken und jeweils 5 auf Politiker von AfD und FDP entfallen seien.
Am 11. August 2018 bestätigte der AfD-Vorsitzende Alexander Gauland, dass er ein Gespräch mit Hans-Georg Maaßen geführt habe. Dabei sei es um einen möglichen Russlandagenten in den Reihen der AfD gegangen. In einer Stellungnahme betonte der Verfassungsschutz, dass Hans-Georg Maaßen „selbstverständlich“ keine politische Sympathie für die AfD hege. Zudem setze sich der Verfassungsschutz zwar regelmäßig mit Parlamentariern zusammen, um die Themen Sicherheitslage, Gefährdung von Parteipolitikern und Übergriffe auf Parteieinrichtungen zu debattieren, habe jedoch niemals Ratschläge gegeben, wie sich die AfD einer Beobachtung entziehen könne. Einen Ratschlag von Seiten des Verfassungsschutzes für einen Parteiausschluss gegen Björn Höcke habe es nicht gegeben. Am 11. September 2018 wurde bekannt, dass es nach Angaben von Gauland zu drei Treffen mit Maaßen kam. Zudem gab es laut dem Spiegel Kontroversen mit den Landesämtern für Verfassungsschutz über den Umgang mit der Identitären Bewegung. Zitiert wird der Behördenleiter eines Landesamtes mit den Worten, Maaßens Haus habe man „zum Jagen tragen müssen“.
Am 16. August 2018 wurde zudem ein Gespräch zwischen Maaßen und dem AfD-Politiker Stephan Brandner bekannt. Brandner, der als Vertrauter Björn Höckes und als Vertreter des völkisch-nationalen Flügels der AfD gilt, bestätigte, dass ein Gespräch mit Maaßen Mitte Juni stattfand. Dabei sei es um die Arbeit des Rechtsausschusses des Bundestages – dessen Vorsitzender Brandner zu dem Zeitpunkt war – und Inhalte des erst fünf Wochen später offiziell veröffentlichten Verfassungsschutzberichtes gegangen. Mit Brandners Vorgängerin Renate Künast hatte Maaßen nie Gespräche geführt. Kritisch bemerkt wurde zudem, dass die Zuständigkeit für das Bundesamt für Verfassungsschutz beim Innenministerium liege – und somit in den Bereich des Innenausschusses des Bundestags falle, nicht in die Verantwortung des Rechtsausschusses.
Nach den Enthüllungen in dem Buch Schreibers klagte der Tagesspiegel gegen das Bundesamt für Verfassungsschutz auf Offenlegung der Kontakte Maaßens zu AfD-Politikern, woraufhin das Bundesamt in einem Eilverfahren im April 2019 vom Oberverwaltungsgericht Nordrhein-Westfalen zu mehr Transparenz verurteilt wurde, da es sich hier nicht um eine operative Tätigkeit des Amtes gehandelt habe. Das BfV bestätigte daraufhin fünf Treffen mit AfD-Leuten, davon zwei mit Petry, und forderte von seinem Ex-Chef Details zu den Treffen, um beispielsweise die Frage zu klären, ob er, wie Schreiber behauptet, Petry zu einem Parteiausschluss Björn Höckes geraten oder diesen erörtert habe, um dadurch eine Beobachtung der AfD durch den Verfassungsschutz abzuwenden. Maaßen gab daraufhin bekannt, er könne „sich nicht erinnern, ob über bestimmte Personen oder Strömungen in der AfD gesprochen“ worden sei. Auch der Ort des Treffens mit Petry am 2. November 2015 sei ihm „nicht erinnerlich“. Der Tagesspiegel bemerkte dazu, dass Maaßen, der in seiner Amtszeit „als einziger Leiter einer Bundesbehörde“ mehrmals Anwälte losgeschickt habe, um aus seiner Sicht unzutreffende Presseberichterstattungen zu korrigieren, im Gegensatz zu anderen Betroffenen nie gegen die Darstellung in Schreibers Buch geklagt habe.

### Akteneinsichtsverweigerung im Fall Alois Brunner
Ab 2012 bemühte sich ein deutscher Journalist durch Einsichtnahme in die beim Bundesamt für Verfassungsschutz vorhandenen Akten Erkenntnisse darüber zu gewinnen, warum der SS-Hauptsturmführer und NS-Kriegsverbrecher Alois Brunner sich lebenslang seiner Strafverfolgung entziehen konnte und welche Helfershelfer und welche offiziellen Kanäle ihm 1954 geholfen haben, sich aus Deutschland nach Damaskus abzusetzen. Brunner war einer der wichtigsten Mitarbeiter Adolf Eichmanns bei der Vernichtung der europäischen Juden, im NS-Jargon „Endlösung der Judenfrage“. Nachdem sich über Jahre der Verdacht hielt, Brunner sei Bundesnachrichtendienst-Resident in Damaskus gewesen, fand die BND-interne Forschungs- und Arbeitsgruppe „Geschichte des BND“ 2011 heraus, dass in den Jahren 1996 und 2007 insgesamt 253 Personalakten vernichtet worden waren. Im Juli 2018 forderten auch Überlebende des Vernichtungslagers Auschwitz-Birkenau und das Internationale Auschwitz Komitee die Offenlegung aller Akten zu Alois Brunner in Deutschland.
Das Oberverwaltungsgericht für das Land Nordrhein-Westfalen entschied am 5. Juli 2018, eine Ermessensentscheidung sei zwar nur über die Einsicht in Unterlagen, die vor mehr als 30 Jahren zu den Akten gelangten, zulässig und erforderlich, aber – entgegen der Auffassung des BfV – eine Unterlage sei das einzelne, in einer Akte enthaltene Dokument bzw. Schriftstück und ein Vorgang im Geschäftsbereich des BfV eine Teileinheit der Gesamtakte, nicht die Gesamtakte als Ganzes. Die zugelassene Revision ließ Maaßen einlegen. Er wird von dem klagenden Journalisten nach einem Treffen mit einem Anwalt der Bild mit dem Satz zitiert: „Wenn das Urteil vom OVG Münster in Sachen Brunner vom Bundesverwaltungsgericht bestätigt wird, werden wir dafür sorgen, dass das (Bundesarchiv-)gesetz geändert wird.“
Abgeordnete von SPD und FDP kritisierten, Maaßen gehe respektlos mit Pressefreiheit und Justiz um. Am 11. Dezember 2019 wies das
Bundesverwaltungsgericht die Revision zurück und bestätigte die Auffassung des Oberverwaltungsgerichtes.

### Äußerungen zu den Ausschreitungen in Chemnitz
In einem am 7. September 2018 veröffentlichten Interview mit der Bild-Zeitung äußerte Maaßen seine Zweifel daran, dass es während der Ausschreitungen in Chemnitz zu „Hetzjagden“ auf ausländisch aussehende Menschen gekommen sei. Dem Verfassungsschutz lägen „keine belastbaren Informationen darüber vor, dass solche Hetzjagden stattgefunden haben“. Auch lägen keine Belege für die Authentizität eines im Internet verbreiteten Videos vor, das eine solche mutmaßliche Jagd zeige.
Die Generalstaatsanwaltschaft Dresden widersprach Maaßen in der Einschätzung des sogenannten Hasi-Videos; man habe „keine Anhaltspunkte dafür, dass das Video ein Fake sein könnte“, daher werde es auch für Ermittlungen genutzt. Allerdings bestätigte die Generalstaatsanwaltschaft trotz vieler anderer Anzeigen auch, dass ihr keine Belege für „Hetzjagden“ vorlägen. Im Jahr 2024 stellte das Landgericht Chemnitz Verfahren gegen alle an den angeblichen Hetzjagden angeblich beteiligten Angeklagten aufgrund fehlenden Tatverdachts ein.
Die Äußerungen Maaßens stießen auf scharfe Kritik, da eine neunzehnsekündige Videoaufnahme zeigt, wie in Chemnitz ein Mann aus einer Gruppe auf zwei Migranten zustürmt, woraufhin diese flüchten. Zuvor hatten allerdings die beiden Migranten die Demonstranten gefilmt, wogegen sich wohl einige verwahrt hatten. Dann sei nach Angaben der Migranten einem von ihnen das Handy mit einer Bierflasche aus der Hand geschlagen worden und zerbrochen. Als beide zurückkehrten, riefen ihnen Personen aus der Demonstrantengruppe zu, sie sollten „abhauen“, worauf es zur „Hetzjagd“ gekommen sei. Abgesehen von der AfD forderten Vertreter der im Bundestag vertretenen Parteien daher Beweise für Maaßens Behauptung. Die Benutzung des Wortes „Mord“ wurde ebenfalls kritisiert, weil Maaßen damit den Ermittlungen und einer möglichen Anklage vorgreife. Die zuständige Staatsanwaltschaft bewertet das Tatgeschehen bisher als gemeinschaftlichen Totschlag. Nach dem Messerangriff in Würzburg im Jahr 2021 (bei dem drei Frauen getötet wurden) wurde publik, dass einer der beiden Migranten, die im Zuge der Ausschreitungen interviewt worden waren und deren Hetzjagd-Behauptungen in die Berichterstattung über die Ausschreitungen in Chemnitz eingingen (bzw. von den Medien übernommen wurden) der Täter des Messerangriffs (Abdirahman Jibril A.) ist, der wegen einer paranoiden Schizophrenie für schuldunfähig erklärt und deshalb unbefristet in einer Psychiatrie untergebracht wurde.
Der niedersächsische Ministerpräsident Stephan Weil (SPD) äußerte sich irritiert darüber, dass Maaßen solche Vermutungen äußere, ohne Belege dafür vorzulegen, und zog dessen Eignung als Verfassungsschutzpräsident in Zweifel. Der stellvertretende SPD-Vorsitzende Ralf Stegner fragte, „wen Herr Maaßen eigentlich schützt, die Verfassung oder eher die Verfassungsfeinde von rechts“. Auch Vertreter von Grünen, Linken und FDP kritisierten Maaßens Äußerung.
Maaßen bekräftigte seine Zweifel an der Echtheit des Videos in einem Gespräch mit dem Parlamentarischen Staatssekretär Stephan Mayer und weiteren Vertretern des Bundesinnenministeriums. Führende Politiker von SPD, FDP, Linken und Grünen, darunter die rheinland-pfälzische Ministerpräsidentin Malu Dreyer und der thüringische Ministerpräsident Bodo Ramelow, forderten Maaßens Rücktritt, sollte er keine Beweise für seine Behauptung liefern können.
Nachdem sich rechtspopulistische Organisationen und Parteien tagelang auf Maaßens Äußerungen als Beleg für die These von einer „Lügenpresse“ gestützt hatten, relativierte er am 10. September 2018 gegenüber dem Innenministerium seine Fälschungsvorwürfe: Bundesinnenminister Horst Seehofer hatte ihn aufgefordert, seine Aussagen bis zu diesem Tag zu erklären. Er habe nur die Deutung des Videos als Hetzjagd für nicht authentisch gehalten und tue dies immer noch. Seiner Meinung nach sei das Video von einer nicht vertrauenswürdigen Quelle ins Internet gestellt und von den Medien übereilt verbreitet worden.
Nachdem Maaßen am Vortag dem Parlamentarischen Kontrollgremium Bericht erstattet hatte, forderte der SPD-Parteivorstand am 13. September 2018 Bundeskanzlerin Merkel auf, für Maaßens Ablösung als Verfassungsschutzpräsident zu sorgen. Am selben Tag forderte der FDP-Politiker Martin Hagen Bundesinnenminister Seehofer auf, Maaßen zu entlassen – andernfalls werde Seehofer „selbst zum Sicherheitsrisiko“. Seehofer sprach Maaßen weiterhin sein Vertrauen aus. Dieser habe in den Sitzungen überzeugend seine Handlungsweise dargelegt.
Ende August 2019 – Maaßen war bereits im einstweiligen Ruhestand – wurden aus einem vertraulichen Bericht des sächsischen Landeskriminalamts weitere Details bekannt. Auf überprüften Handys bekannter Rechtsradikaler, die Ende August 2018 auch an den Ausschreitungen beteiligt gewesen waren, seien Chats gefunden worden, die Verabredungen zur Jagd auf Menschen belegen. Außerdem brüsteten sich die Männer mit tätlichen Angriffen auf Menschen, die sie als Asylsuchende identifiziert haben wollten. Maaßen hielt allerdings an seiner Darstellung fest und bekräftigte noch im Mai 2021 in einem Gespräch mit Konstantin Kuhle (FDP) bei der Neuen Zürcher Zeitung, es habe 2018 keine Hetzjagd in Chemnitz gegeben und wer das Gegenteil behaupte, sage die Unwahrheit.

### Vorgesehene Versetzung ins Innenministerium
Am 18. September 2018 wurde bekannt, dass Maaßen als Präsident des Bundesamtes für Verfassungsschutz nach einer Einigung der Regierungskoalition abgesetzt und Staatssekretär im Bundesinnenministerium werden sollte. Diese Beförderung sowie die Ersetzung von Gunther Adler durch den Dienstherrn und Bundesminister für Inneres Horst Seehofer sorgten für Kritik von Opposition und auch innerhalb der Koalitionspartei SPD. Wegen der laut der SPD-Vorsitzenden Andrea Nahles „durchweg negativen Reaktionen aus der Bevölkerung“ verhandelten die Vorsitzenden der Koalitionsfraktionen erneut über eine Versetzung Maaßens. Als Ergebnis der Beratungen am 23. September sollte Maaßen als Sonderberater für europäische und internationale Aufgaben im Range eines Abteilungsleiters im Bundesinnenministerium tätig werden. Dabei wäre er auf derselben Gehaltsstufe wie als Präsident des BfV verblieben, also ohne Beförderung versetzt worden. In dieser Funktion sollte er unter anderem zuständig sein für das Aushandeln von Abkommen für Rückführungen von Asylbewerbern, die gemeinsame europäische Sozialpolitik und Vereinbarungen mit afrikanischen Staaten in der Flüchtlingspolitik. Für Irritationen sorgte Seehofers Angabe, dass die gefundene neue Verwendung Maaßens bereits in der ersten Verhandlungsrunde als Option thematisiert worden sei. Laut einer Sprecherin des Bundesinnenministeriums machte Seehofer bei der ersten Runde mit Bundeskanzlerin Merkel und SPD-Chefin Nahles drei Vorschläge zur weiteren Verwendung Maaßens: Leiter einer Bundesbehörde, Staatssekretär oder Sonderberater. Andrea Nahles bestritt dies: Es habe zunächst von Seehofer nur zwei Vorschläge gegeben, nämlich Staatssekretär oder ein Wechsel Maaßens an die Spitze des Bundeskriminalamts (BKA), also ein Ämtertausch mit BKA-Chef Holger Münch. Am Abend des 23. September teilte der SPD-Parteivorstand mit, Nahles habe die an diesem Tag gefundene Lösung „am Dienstag“ (18. September, dem Tag der ersten Gesprächsrunde) „nicht abgelehnt“. Die politischen Auseinandersetzungen um die Personalie Maaßen führten die Koalition aus CDU/CSU und SPD an den Rand eines Bruchs.

### Versetzung in den einstweiligen Ruhestand
Am 5. November 2018 bat Bundesinnenminister Horst Seehofer den Bundespräsidenten Frank-Walter Steinmeier, Maaßen mit sofortiger Wirkung in den einstweiligen Ruhestand zu versetzen, was am 8. November 2018 erfolgte. Sein Stellvertreter Thomas Haldenwang führte danach das Amt zunächst kommissarisch und wurde am 15. November 2018, nachdem das Bundeskabinett die Personalie bestätigt hatte, offiziell zum Präsidenten des Bundesamts für Verfassungsschutz ernannt.
Hintergrund war Maaßens auch als Manuskript im Intranet des BfV veröffentlichte Abschiedsrede am 18. Oktober 2018 in Warschau vor europäischen Vertretern der Inlandsnachrichtendienste (Berner Club), in der er seine Wortwahl zu den Ausschreitungen in Chemnitz 2018 erneut verteidigte sowie „linksradikale Kräfte in der SPD“ ausgemacht haben wollte. „Medien sowie grüne und linke Politiker“ hätten sich durch ihn „bei ihrer Falschberichterstattung ertappt [gefühlt]“ und seine „Entlassung gefordert“. Weiter sprach er davon, dass „Medien und Politiker ‚Hetzjagden‘ frei erf[u]nden oder zumindest ungeprüft diese Falschinformation verbreite[t]“ hätten; dies sei für ihn „eine neue Qualität von Falschberichterstattung in Deutschland“. Seehofer sprach von „inakzeptablen Äußerungen“ und zeigte sich „enttäuscht“, „eine Zusammenarbeit [sei] nicht mehr möglich“. Das Innenministerium prüfte, ob Maaßen mit der Rede gegen das von Beamten verlangte Gebot der Zurückhaltung und Mäßigung verstoßen habe, kam aber zum Ergebnis, dass es keine rechtlichen Gründe für die Einleitung eines Disziplinarverfahrens gibt.
Der damalige CDU-Vize und nordrhein-westfälische Ministerpräsident Armin Laschet sagte, der Fall Maaßen sei „an Absurdität nicht zu überbieten“. Der SPD-Innenexperte Burkhard Lischka meinte, man habe nicht „ohne Grund vor Wochen die Entlassung Maaßens wegen seiner ständigen Alleingänge und Querschläger gefordert“. Laut dem Grünen-Innenexperten Konstantin von Notz seien sich Maaßen und Seehofer „offenbar nicht im Klaren darüber, wie tief der Vertrauensschaden“ mittlerweile sei. Maaßen selbst hatte erklärt, er könne sich auch „ein Leben außerhalb des Staatsdienstes, zum Beispiel in der Politik oder in der Wirtschaft vorstellen“. Einem Medienbericht zufolge hat Maaßen in einem Ersuchen an das Bundesinnenministerium selbst um seine Versetzung in den einstweiligen Ruhestand gebeten.
Der damalige AfD-Vorsitzende Jörg Meuthen lud Maaßen dazu ein, in seiner Partei mitzuarbeiten. Maaßen sei „ein vorbildlicher Beamter, der die Wahrheit benennt“ und dafür „zu Unrecht sehr viel Prügel“ habe einstecken müssen. Mit den Worten „Ich bin seit 30 Jahren CDU-Mitglied. Ich bleibe das“ erteilte Hans-Georg Maaßen der Offerte der AfD eine Absage. In einem Interview mit dem rechten Compact-Magazin kommentierte der AfD-Politiker Björn Höcke Maaßens Versetzung in den Ruhestand mit Blick auf den Verfassungsschutz mit den Worten, dass „[s]pätestens mit dem Rauswurf von Hans-Georg Maaßen […] auch diese Institution zum reinen Exekutivorgan für den völkerauflösenden und als pervers zu bezeichnenden Geist eines George Soros geworden“ sei.

### Forderungen nach der Aufarbeitung von Maaßens Tätigkeiten als Präsident des Bundesverfassungsschutzes
Aufgrund der wiederholten Engagements Maaßens in verschwörungstheoretischen und rechtsradikalen Kreisen wurden von Politikern mehrerer Fraktionen Rufe laut, dessen Amtszeit durch einen parlamentarischen Ausschuss untersuchen zu lassen.

## Erste Jahre im einstweiligen Ruhestand

### Werteunion
Am 16. Februar 2019 trat Maaßen erstmals seit seiner Versetzung in den Ruhestand öffentlich auf, als er eine Rede vor Mitgliedern der besonders konservativen Werteunion in Köln hielt. Darin kritisierte Maaßen die Flüchtlingspolitik von 2015 und die aus seiner Sicht daraus erwachsende Gefahr islamistischen Terrors und beklagte ein Klima, in dem viele Angst hätten, ihre Meinung frei zu äußern, „um nicht in die rechte Ecke gestellt zu werden“. Am 21. Februar 2019 teilte der Vorsitzende der Werteunion Alexander Mitsch mit, dass Maaßen der Gruppierung beigetreten sei. Im Mai 2021 kündigte Maaßen an, seine Mitgliedschaft ruhen zu lassen, da er mit der Wahl des der AfD nahestehenden Max Otte zum Vorsitzenden nicht einverstanden sei. Die Werteunion sieht allerdings keine ruhende Mitgliedschaft vor.
Nachdem im Januar 2022 Otte von der AfD als Kandidat für das Amt des Bundespräsidenten vorgeschlagen worden war, trat Maaßen am 24. Januar 2022 aus Protest aus der Werteunion aus. Am 25. November 2022 kündigte er an, im Januar 2023 als Vorsitzender der Werteunion zu kandidieren. Ende Januar 2023 wurde Maaßen zum Vorsitzenden gewählt. Vor der Wahl hatte er erklärt, er wolle sich „für die Durchsetzung christlich-demokratischer Ziele, für konservative und liberale Werte und gegen jede Art von Ökosozialismus und Gender-Wokismus einsetzen“.

### Tätigkeit für Medienrechtskanzlei
Sechzehn Monate lang, vom 1. Oktober 2019 bis zum 25. Januar 2021, war Maaßen als Of counsel im Managing Board der Medienrechtskanzlei des Rechtsanwalts und ehemaligen Pressesprechers der Werteunion Ralf Höcker tätig. Nach Angaben der Kanzlei befasste sich Maaßen in dieser Zeit auf eigenen Wunsch nicht mit Mandaten der Grünen, der Linken, der AfD oder solchen, die vom Verfassungsschutz in der Vergangenheit beobachtet wurden oder gegenwärtig noch werden. Die Rechtsanwaltskanzlei Höcker, deren Mitglied Maaßen gewesen war, vertritt die Alternative für Deutschland (AfD) in einem Verfahren gegen das Bundesamt für Verfassungsschutz (BfV). Die Klage hat zum Ziel, die Beobachtung der AfD durch das BfV zu begrenzen bzw. zu verhindern. Die Partei klagt hierbei gegen eine Beobachtung durch den Inlandsgeheimdienst. Die Behörde schweigt zu diesem Vorgang, weil das Verfahren noch läuft. Die Zeit wies am 25. Januar 2021 darauf hin, dass Maaßen für Höcker tätig ist, worauf nach Veröffentlichung des Artikels Maaßen die Zusammenarbeit mit der Rechtsanwaltskanzlei beendete. Mit Schreiben vom 26. Januar 2021 erhob ein Rechtsanwalt Beschwerde gegen Maaßen wegen möglichen Verstoßes gegen das berufsrechtliche Verbot der Vertretung widerstreitender Interessen. Der Beschwerde wurde von der Rechtsanwaltskammer Düsseldorf mit Beschluss vom Juni 2021 keine Folge gegeben.

### Positionen zur Corona-Pandemie
Gemeinsam mit dem Vorsitzenden der Werteunion Alexander Mitsch teilte Maaßen über Twitter einen Fernsehbeitrag namens „Corona-Wahn ohne Ende“ des österreichischen Privatsenders ServusTV, in dem ein Mediziner die Maßnahmen gegen Corona als „selbstzerstörerisch und sinnlos“ bezeichnete.
Am 31. Dezember 2021 teilte Maaßen im rechten sozialen Netzwerk Gettr mit wohlwollendem Kommentar ein Video von Sucharit Bhakdi vom 22. Dezember 2021. Darin behauptete Bhakdi unter dem Titel „Der Beweis ist da: Impfung zerstört Immunsystem“, eine massenhafte Schädigung des Immunsystems durch COVID-19-Impfstoffe sei durch Obduktionen nunmehr bewiesen. Die Impfungen von Kindern verglich er mit Erschießungen und plädierte für ein Impfverbot. Die Ergebnisse einer „Pathologiekonferenz“, auf die sich Bhakdi berief, wurden von Fachleuten und der Deutschen Gesellschaft für Pathologie als „nicht wissenschaftlich fundiert“ bezeichnet. Maaßen wurde für die Weiterverbreitung des Videos heftig kritisiert, auch aus der CDU. Schleswig-Holsteins Bildungsministerin Karin Prien forderte seinen Ausschluss aus der CDU. Maaßen schrieb in einem an „Freunde, Parteifreunde und Unterstützer“ gerichteten Brief, er wolle nicht, „dass gesunde Kinder mit fünf oder sechs Jahren wegen einer Impfung um ihr Leben kämpfen“ müssten; er selbst, so Maaßen, habe als Kind Impfschäden erlitten und habe zweimal nach Impfungen notoperiert werden müssen. Ins Detail ging er dabei jedoch nicht. Auch sei er nicht gegen Impfungen und habe sich immer wieder impfen lassen, aber nur mit Impfstoffen, die er gut vertragen habe. Die Aussage, eine Impfung sei nur ein Piks, halte er jedoch für leichtfertig. Ein Parteiausschlussverfahren bezeichnete er als „Angriff auf die Meinungsfreiheit und die innerparteiliche Demokratie“. Josef Schuster, der Präsident des Zentralrats der Juden in Deutschland, kritisierte die CDU-Parteispitze Anfang 2022 für ihr Schweigen im Fall Maaßen. Dieser bewege sich mit seinen Äußerungen schon länger im Rechtsaußen-Spektrum. Das Schweigen der Parteispitze sei nicht mehr hinzunehmen. Maaßen verbreite auf eine Weise Verschwörungserzählungen, die die „Grenze des Tolerierbaren endgültig überschritten“ hätten. Schuster erinnerte auch daran, dass Bhakdi „im Rahmen seiner Verschwörungstheorien auch die Situation in Israel vor dem Hintergrund der Corona-Pandemie für schlimmer“ gehalten habe „als das, was Deutschland in der NS-Zeit mit Juden gemacht hat“. Wer „solche Theorien noch weiter“ verbreite oder sich ihnen anschließe, sei, so Schuster, „in meinen Augen nichts anderes als selber ein Antisemit“. Am 4. Januar 2022 distanzierten sich der Vorstand und sämtliche Kreisvorsitzende der CDU Thüringen scharf von Maaßens Äußerungen.
Am 10. Januar verurteilte der CDU-Bundesvorstand Maaßens impfkritische Postings. Generalsekretär Paul Ziemiak sagte, Maaßens Wortmeldungen hätten „mit CDU-Politik nichts, aber auch rein gar nichts zu tun“. Die Warnung vor angeblichen Gefahren durch das Impfen sei unwissenschaftlich und gefährlich. „Wir weisen sie auf das Schärfste zurück“.

### Kontroversen
Im Mai 2019 kommentierte Maaßen im Zusammenhang mit der Ibiza-Affäre in Österreich das Zustandekommen der Videoaufnahmen gegenüber der Bild-Zeitung folgendermaßen: „Für viele linke und linksextreme Aktivisten rechtfertigt der ‚Kampf gegen rechts‘ jedes Mittel. Ich bin da anderer Meinung. Der Einsatz derartiger aktiver Maßnahmen ist ein Tabubruch.“ Maaßen kritisierte auch die Mitwirkung deutscher Medien an der Veröffentlichung der Aufnahmen. Die stellvertretende SPD-Fraktionsvorsitzende Eva Högl meinte dazu, diese Äußerungen Maaßens seien „mit dem Bundesbeamtengesetz und dem dort verankerten Mäßigungsgebot nicht zu vereinbaren“.
Im selben Monat erklärte Maaßen in einem Interview mit der NZZ, der Ausdruck „Verschwörungstheoretiker“ sei „von bestimmten ausländischen Geheimdiensten erfunden und verwendet worden, um politische Gegner zu diskreditieren“. Er sei „erstaunt, mit was für einer Selbstverständlichkeit dieser Ausdruck ins Standardvokabular deutscher Journalisten aufgenommen“ worden sei. Der Journalist Patrick Bahners schrieb zu dieser Äußerung, nach „Maaßens mutmaßlich sachkundiger Einlassung“ hätten „bis auf Weiteres alle Verschwörungstheorien als verdächtig gelten“ müssen, „ausgenommen nur die Theorie, Geheimdienste fremder Mächte hätten den Begriff den Journalisten aufgeschwatzt“.
Im Gespräch mit dem Deutschlandfunk hielt Maaßen im Juni 2019 Koalitionen seiner CDU mit der AfD in Ostdeutschland für denkbar. Er sagte: „Ich glaube, in der jetzigen Situation werden wir es auch ausschließen, dass es zu einer derartigen Koalition kommt, aber man weiß nie.“ Ziel der CDU müsse es sein, die drei anstehenden Wahlen in Sachsen, Thüringen und Brandenburg zu gewinnen, dann könne sie AfD-freie Koalitionen bilden. Speziell in Thüringen gebe es keine Basis einer Zusammenarbeit mit der AfD unter Björn Höcke. Er sehe einen großen Bedarf nach „konservativen Positionen und Werten“, den die CDU bedienen müsse, wenn sie keine „Klientelpartei im links-grünen Bereich“ sein wolle. Der Bundesvize der Christlich-Demokratischen Arbeitnehmerschaft (CDA), Christian Bäumler, warf Maaßen daraufhin vor, „Wahlwerbung für die AfD“ zu betreiben; die CDU habe eine Koalition mit der AfD „ohne Wenn und Aber“ abgelehnt. Der frühere CDU-Generalsekretär Ruprecht Polenz sagte, Maaßen betreibe eine Verharmlosung des Rechtsradikalismus. Auch Bundesinnenminister Horst Seehofer kritisierte, er sehe „eine ganz klare rote Linie“: Mit „rechts-außen“ gebe es „keine Zusammenarbeit und keine Koalition“, das gelte „heute und morgen“. Seine damalige Unterstützung für Maaßen betrachte er jedoch nicht als Fehler, da er „hohe Achtung“ vor dessen Kompetenzen habe und „ihm als Person“ vertraue.
Im Juli 2019 lobte Maaßen auf Twitter einen von ihm verlinkten Beitrag der Neuen Zürcher Zeitung (NZZ) namens In deutschen Städten sieht die Mehrheitsgesellschaft ihrem Ende entgegen: „Für mich ist die NZZ so etwas wie ‚Westfernsehen‘.“ Die NZZ selbst verwahrte sich gegen diesen Ausdruck, bezeichnete ihn als „Geschichtsklitterung“ und hob die hohe Kompetenz auch von deutschen Journalisten hervor. Alexander Fröhlich schrieb im Tagesspiegel, dass Maaßen in beiden Fällen mit seinem Vergleich einen Bezug zur DDR hergestellt und deren gleichgeschaltete und zensierte Medien mit den heutigen bundesdeutschen Medien auf dieselbe Stufe gestellt habe, wohingegen der Begriff „Westfernsehen“ (TV-Sender aus der Bundesrepublik, die in der DDR empfangen werden konnten und für viele DDR-Bürger als verlässliche Quelle galten) mit Objektivität und Glaubwürdigkeit verbunden wird. Hans Brandt kritisierte im Tages-Anzeiger, dass Maaßen die Neue Zürcher Zeitung also als das betrachte, „was das Fernsehen Westdeutschlands für DDR-Bürger war: eine Stimme der Wahrheit und Aufklärung in einem Land, in dem niemand den eigenen Medien trauen kann“.
Im selben Monat verlinkte Maaßen auf Twitter einen Beitrag des rechtspopulistischen und AfD-nahen Portals Journalistenwatch (JouWatch). Darin ging es um die Anwesenheit eines Reporterteams des ARD-Magazins Panorama an Bord der Sea-Watch 3, mit dem die Kapitänin Carola Rackete mit 40 auf dem Mittelmeer geretteten Flüchtlingen den Hafen von Lampedusa angesteuert hatte. Jouwatch hatte von einer Inszenierung für die ARD gesprochen, Vergleiche zur NS-Propaganda zu den „Kraft durch Freude“-Kreuzfahrtschiffen gezogen und die Journalisten als „Verbindungsoffiziere“ und „Handlanger von Schleppern“ bezeichnet. Maaßen twitterte dazu: „Sollte dieser Bericht zutreffen, ist Panorama jedenfalls kein Westfernsehen mehr.“ Kritik kam daraufhin von Ruprecht Polenz (CDU), der Maaßens Quelle JouWatch als rechtsradikal bezeichnete und in Anspielung auf Maaßens früheres Amt als Verfassungsschutzchef schrieb, dass „die Auswertung von Quellen und die Beurteilung ihrer Glaubwürdigkeit […] Kerngeschäft des Verfassungsschutzes“ sei. Mathieu von Rohr (Der Spiegel) befand, es sei „besorgniserregend, was für einen Verschwörungswahnsinn Maaßen“ teile. Ebenfalls im Juli 2019 schrieb Maaßen auf Twitter, der Begriff „Seenotrettung“ sei falsch. Die Migranten seien „keine Schiffbrüchigen und keine Flüchtlinge“. Sie hätten „die Schleuserboote bestiegen, um von einem Shuttle-Service nach Europa gebracht zu werden“. Für den Journalisten Michael Kraske spricht vor dem Hintergrund von täglich durchschnittlich sechs auf der Flucht ertrinkenden Menschen aus diesen Worten Maaßens „kalte Menschenverachtung“.
In einem Interview im Sommer 2019 mit der Rheinischen Post erklärte Maaßen, er werde von Menschen, die ihn kennen, „für sozial und damit für eher links“ und für einen Realisten gehalten. Man sei „nicht automatisch rechts“, wenn man die Klimapolitik und die Migrationspolitik kritisiere. Nach Angaben der Zeitung habe Maaßen kurzzeitig vorgehabt, das Gespräch abzubrechen, da auf seine Aussage, er sei nicht in die CDU eingetreten, damit „1,8 Millionen Araber nach Deutschland kommen“, an ihn die Frage gestellt wurde, wie er diesen Satz seiner CDU-Parteikollegin Serap Güler erklären würde. Des Weiteren beschuldigte Maaßen die deutschen Medien, angeblich oft „tagelang“ nicht über gewaltsame Übergriffe von Flüchtlingen zu berichten. Als Beispiel nannte er die Attacken von vier Flüchtlingen im bayerischen Amberg am 29. Dezember 2018 und lobte die Neue Zürcher Zeitung sowie Russia Today Deutsch, da diese laut Maaßen als Erste darüber berichtet hatten. Die Welt bemerkte dazu jedoch, dass die beiden Medien diesen Vorfall erst am 31. Dezember aufgegriffen hatten, wohingegen Welt, Bild, Süddeutsche Zeitung sowie Focus bereits am 30. Dezember darüber berichtet hatten, also noch am selben Tag, an dem die Polizei eine erste Mitteilung herausgegeben hatte.
Im August 2019 gab Maaßen der neurechten und der AfD nahestehenden Wochenzeitung Junge Freiheit (JF) ein Interview. In einem Gespräch mit dem Tagesspiegel berief sich Maaßen auf das Junge-Freiheit-Urteil des Bundesverfassungsgerichts von 2005 und vertrat die Ansicht, dass die JF nicht extremistisch sei. Ihre „Zielgruppe“ sei für die CDU „hochinteressant“, denn sie sei „eine konservative und rechte Leserschaft, die man für die CDU gewinnen oder zurückgewinnen“ müsse. Maaßen trat auch beim russischen Propagandasender RT Deutsch auf und hielt Ende 2019 einen Vortrag in der dem Netzwerk der Neuen Rechten zugeordneten Bibliothek des Konservatismus. Interviews gab Maaßen auch der Preußischen Allgemeinen Zeitung, der sogenannten „Atlas Initiative“, deren Gründer Markus Krall sich öffentlich für die Abschaffung des allgemeinen Wahlrechts einsetzt, sowie mehrmals dem Kultur-Magazin Schloss Rudolfshausen, einem laut rbb christlich-fundamentalistischen und verschwörungsideologischen Online-Magazin, dessen Herausgeberin Helene Walterskirchen sich wiederholt demokratiefeindlich geäußert hat. Auch auf dem Sender TV Berlin, der Propaganda für die Regierung in Aserbaidschan ausstrahlt, sowie auf dem rechten YouTube-Kanal Hallo Meinung des Unternehmers Peter Weber und dem verschwörungstheoretischen österreichischen Sender AUF1-TV trat Maaßen auf. Eine ideologische Nähe zum Rechtsradikalismus hatte Maaßen in mehreren Interviews im Jahr 2019 von sich gewiesen: „Mein Großvater ist von den Nazis misshandelt worden, mein Onkel wurde von ihnen verfolgt, ausgerechnet mich in die rechte Ecke zu stellen, empfinde ich als unverschämt“. In seiner Amtszeit sei „die Abteilung Rechtsextremismus gewaltig ausgebaut“ worden und er habe als Behördenleiter wiederholt darauf hingewiesen, „dass rechtsterroristische Attentate jederzeit möglich“ seien. Die massive Kritik an ihm, auch aus der eigenen Partei, die er als strategisches „Isolieren, stigmatisieren, diskreditieren und dann neutralisieren“ bezeichnete, erinnere ihn an den Umgang totalitärer Staaten mit Oppositionellen.
Mit einem Tweet im September 2019 löste Maaßen erneut eine Debatte aus. Er schrieb: „Wir sollten über eine Reform oder Abschaffung des öffentlich-rechtlichen Rundfunks nachdenken.“ Es seien „zu viele“, und sie seien „zu teuer, zu fett, zu borniert und zu parteiisch“ und „überflüssig“. Widerspruch erhielt Maaßen von dem Grünen-MdB Volker Beck und dem Juso-Bundesvorsitzenden Kevin Kühnert, der antwortete: „Wenn man in Ihrem Tweet ‚ÖRR‘ durch ‚Verfassungsschutzämter‘ ersetzt, dann ist das zwar immer noch kein gehaltvoller Beitrag zur Debatte, aber wenigstens ein bisschen lustig.“ Die Berliner Morgenpost merkte an, dass Maaßen diese Forderungen nur wenige Tage nach dem von Björn Höcke (AfD) abgebrochenen ZDF-Interview aufgestellt habe.
Ende 2019 sprach Maaßen bei Markus Lanz über Angriffe auf Asylunterkünfte, an denen zunehmend auch bürgerliche Täter beteiligt seien, die sich radikalisiert hätten. Er wolle jene zurückgewinnen, die sich vom Staat abgewandt hätten; dabei gehe es ihm um die „kleinen Angestellten“ und die „normalen Menschen, die Angriffe auf Asylunterkünfte machen“.
Im Februar 2020 bewertete Maaßen die Wahl des FDP-Politikers Thomas Kemmerich zum Ministerpräsidenten in Thüringen, die mit den Stimmen der AfD erfolgt war, als „Riesenerfolg“. Er sagte, er habe „in Thüringen die Wende unterstützt. Hauptsache, die Sozialisten sind weg.“
Maaßen wurde nach der im Jahr 2023 erfolgten Verhaftung von Mitgliedern und Unterstützern der „Patriotischen Union“, einer mutmaßlich rechtsterroristischen Gruppe der Reichsbürger- und QAnon-Bewegung, die einen gewaltsamen Putsch in Deutschland planten, von einem der Verdächtigen kontaktiert und geriet so selbst ins Visier von Ermittlungen des Verfassungsschutzes.

## Kandidatur für den Deutschen Bundestag

### Nominierung
Am 1. April 2021 wurde durch einen Bericht in Tichys Einblick bekannt, dass Maaßen für den Deutschen Bundestag zu kandidieren beabsichtigte. Dazu musste er als Kandidat der CDU Thüringen im Bundestagswahlkreis Suhl – Schmalkalden-Meiningen – Hildburghausen – Sonneberg aufgestellt werden. Der Wahlkreis hatte zuvor keinen aufgestellten CDU-Kandidaten, nachdem der bereits nominierte Bundestagsabgeordnete Mark Hauptmann wegen unredlicher Geschäfte im Zusammenhang mit Schutzmasken während der COVID-19-Pandemie in Deutschland von allen Ämtern zurückgetreten war. Die Kandidatur Maaßens erregte überregionales Aufsehen und erntete Kritik innerhalb der Unionsparteien. Die Entscheidung über den Bundestagskandidaten lag satzungsgemäß bei den Delegierten der vier CDU-Kreisverbände Schmalkalden-Meiningen, Hildburghausen, Sonneberg und Suhl, die ihn am 30. April mit 37 von 43 abgegebenen Stimmen als Direktkandidaten für den Bundestag wählten.
Zwei Tage nach der Nominierung schrieb Maaßen auf Twitter, die Südthüringer seien „ein starkes, liebenswertes“, aber auch „durchaus […] selbstbewusstes und wehrhaftes Volk, das allergisch auf Ratschläge und Weisungen aus Rom, München oder Ost-Berlin“ reagiert habe, auch wenn sie „von Julius Caesar persönlich“ gekommen seien. Das heutige südliche Thüringen gehörte jedoch niemals zum Römischen Reich, auch nicht zu Zeiten von dessen größter Ausdehnung; der Limes verlief etwa 200 Kilometer weiter westlich und südlich.
Vier Wochen vor der Bundestagswahl schrieb Maaßen in einem Brief an die Wähler, dass die AfD – „zugegeben“ – „manches drängende Problem“ anspreche. Aber sie könne es nicht lösen, denn, so Maaßens Begründung, sie sei „Oppositionspartei“ und werde es „wohl auch nach der Wahl aufgrund ihrer Isolierung bleiben“. Eine Stimme für die AfD sei somit eine „verlorene Stimme für Südthüringen“ und werde „im Zweifel nur den linken Parteien helfen“. Eine inhaltliche Abgrenzung unterließ er. Sein Wahlkampf wurde im Kino-Dokumentarfilm Arena 196 thematisiert.

### Wahlergebnis
Als Direktkandidat im Bundestagswahlkreis Suhl – Schmalkalden-Meiningen – Hildburghausen – Sonneberg trat Maaßen bei der Bundestagswahl 2021 für die CDU unter anderem gegen Frank Ullrich (SPD), Jürgen Treutler (AfD), Sandro Witt (Die Linke), Gerald Ullrich (FDP), Detlef Pappe (Freie Wähler) und Stephanie Erben (Bündnis 90/Die Grünen) an. Während des Wahlkampfs forderten die Grünen in Thüringen ihre Unterstützer auf, Frank Ullrich statt Stephanie Erben zu wählen. Maaßen erreichte mit 22,3 % der Erststimmen nach dem Kandidaten der SPD Frank Ullrich, der 33,6 % erzielte und damit das Direktmandat erlangte, den zweiten Platz.

## Neurechte Ideologie, Klimafatalismus und Antisemitismus
Anfang 2021 veröffentlichte Maaßen im neurechten Magazin Cato zusammen mit Johannes Eisleben (vermutlich ein Pseudonym, das auf vielen neurechten Kanälen auftaucht) einen bereits im Vorjahr auf Englisch bei Telos, einem Journal der Alt-Right-Bewegung, publizierten Aufsatz mit dem Titel „Aufstieg und Fall des Postnationalismus“. Darin zeichnet Maaßen ein Bild des gesellschaftlichen Niedergangs, der auf einen Kampf zwischen der Unterschicht und Einwanderungsclans hinauslaufe. Er erwähnt dabei eine „Vermögenskonzentration auf eine kleine Elite“, eine bevorstehende „Auflösung familiärer und lokaler Zusammenhalte“, die „Entwurzelung“ von Menschen und Zerstörung von Traditionen. So würden die Menschen zu einer „anonymen, atomisierten Masse“, die kontrollierbar sei und von „sozialistischen und globalistischen Kräften“ manipuliert werde. Der Historiker Volker Weiß verwies darauf, dass die Vorstellung eines derartigen Bündnisses bereits Vorläufer im 19. Jahrhundert habe; das sei ein Diskurs der Antisemiten. Er bescheinigte Maaßen, inzwischen „schlicht und ergreifend Teil des neurechten Milieus“ geworden zu sein. Der Rechtsextremismusforscher Matthias Quent zog Parallelen zur Ideenwelt von Angehörigen der Konservativen Revolution während der Weimarer Republik sowie zu den Schriften des norwegischen Rechtsterroristen Anders Behring Breivik. In Maaßens Text fänden sich, so Quent, „Kernelemente des intellektuellen Rechtsextremismus“.
Am 8. Mai 2021 veröffentlichte die Internetplattform Hallo Meinung ein Interview des Unternehmers Peter Weber mit Hans-Georg Maaßen auf YouTube. Dabei sagte Hans-Georg Maaßen unter anderem zum Thema Klimakrise, dass Deutschland nicht die ganze Welt retten könne. „Wir haben es schon zweimal versucht, die Welt zu retten, und es ist jedes Mal schiefgegangen“, sagte Maaßen. Der Spiegel sah darin eine Anspielung, die den Kampf gegen den Klimawandel mit dem Ersten und Zweiten Weltkrieg gleichsetzt. Auf Anfrage des Tagesspiegels erklärte Maaßen, es sei ihm dabei um den „deutschen Größenwahn“ gegangen, „am deutschen Wesen solle die Welt genesen“. Dieser Wahn habe „die Welt in Katastrophen gestürzt“. Auf Nachfrage bestätigte er, dass er mit den beiden Katastrophen die beiden Weltkriege meinte. Bereits zwei Monate zuvor hatte Maaßen auf demselben Kanal in der Sendung Maaßens Wochenrückblick die Grünen als „die gefährlichste Partei im Bundestag“ bezeichnet, da sie „eine neosozialistische oder ökosozialistische Politik“ verträten, die „bar jeglicher Realität“ sei und „noch weiter in den Abgrund“ führe.
Einen Tag später sprach die Klimaschutzaktivistin Luisa Neubauer bei Anne Will an Armin Laschet gerichtet davon, dass Maaßen „antisemitische und rassistische Inhalte“ verbreite. Konkrete Belege brachte sie zunächst nicht vor. Maaßen wies diesen Vorwurf zurück. Von verschiedenen Medien wurde darauf hingewiesen, dass Maaßen öfter vom „Great Reset“ gesprochen habe. Ursprünglich der Titel eines Buches des Weltwirtschaftsforum-Direktors Klaus Schwab und des Ökonomen Thierry Malleret, wird der Begriff in der verschwörungsideologischen Szene benutzt, um zu suggerieren, dass die Coronakrise von Eliten genutzt werde, um einen „großen Neustart“ des globalen Wirtschaftssystems vorzunehmen. Antisemiten sehen dabei eine „Geldelite“ am Werk. Dem rechten Internetportal Epoch Times erklärte Maaßen, beim „Great Reset“ würden „die Kapitalisten aus Davos mit den Leninisten“ wieder zusammenkommen – „in der gemeinsamen Verachtung des einfachen, des gewöhnlichen Menschen“. Meron Mendel, der Direktor der Bildungsstätte Anne Frank in Frankfurt, sagte, Maaßen werde schon länger „auf problematische Äußerungen, das Liken und Teilen antisemitischer Inhalte hingewiesen“. Doch „statt sich mit der Kritik auseinanderzusetzen“, stelle er seine Kritiker „als Problem dar“. Am 13. Mai 2021 konkretisierte Neubauer ihre Vorwürfe. Sie habe nicht gesagt, dass Maaßen „selbst ein Antisemit“ sei. Er habe jedoch über seinen Twitter-Account auf die Plattform „The Unz Review“ verlinkt, deren Gründer Ron Unz „öffentlich den Holocaust in Frage gestellt“ habe. Zudem verwende Maaßen problematische Begriffe wie „Globalisten“, und dieser Terminus werde, wie sie sagte, „auch von der CDU-nahen Konrad-Adenauer-Stiftung als international verstandener Code von Rechtsextremisten bezeichnet“. Als langjährigem Präsidenten des Verfassungsschutzes müssten ihm, so Neubauer, solche Codes bekannt sein. Uffa Jensen vom Berliner Zentrum für Antisemitismusforschung gab Neubauer recht und sagte, Maaßen „raunt gerne“; er raune „von großen Gefahren und bösen Mächten“. Als ehemaliger Verfassungsschutzpräsident kenne Maaßen „das Milieu, auf das er da zielt und dessen Vokabeln er benutzt, ganz genau“. Er wisse, „wo er da unterwegs“ sei. Stephan J. Kramer, Präsident des Thüringer Amtes für Verfassungsschutz, erkannte nach der Analyse von Publikationen Maaßens und dessen Verwendung bestimmter Begriffe „klassische antisemitische Stereotype“, der Rechtsextremismusforscher Matthias Quent kam nach einer Textanalyse zu dem Schluss, dass sich Maaßen „in der ideengeschichtlichen Tradition antisemitischer Weltbilder bewegt“.

## Vorstandsamt bei der Stiftung Meinung & Freiheit
Maaßen ist stellvertretender Vorsitzender der Stiftung Meinung & Freiheit, in der der umstrittene Verleger und Journalist Roland Tichy Vorstandsvorsitzender ist sowie der ehemalige Vorsitzende der Werteunion, Alexander Mitsch, als Schatzmeister fungiert.

## Forderung von Prüfung der charakterlichen Eigenschaften für Tagesschau-Redakteure
Maaßen sagte am 1. Juli 2021 in einem Interview mit Peter Brinkmann beim Websender TV Berlin, dass es Verbindungen gebe zwischen „Personen, die für die Tagesschau arbeiten“, und der „linken und linksextremen Szene“. Diese Personen solle man einer Prüfung der charakterlichen Eigenschaften unterziehen. Maaßen warf dem öffentlich-rechtlichen Rundfunk einen „klaren Linksdrall“ vor, sprach von „Manipulation der veröffentlichten Meinung“ und erklärte, er sehe keine ausgewogene Berichterstattung. Konkrete Beispiele nannte Maaßen jedoch nicht. In einigen Medien wurden Maaßens Aussagen als Forderung nach einem „Gesinnungstest“ wiedergegeben. Da ARD-aktuell beim NDR angesiedelt ist, sprach Maaßen von einem möglichen „NDR-Untersuchungsausschuss“. Kurz darauf twitterte er: „Gebührenfinanzierte Medien müssen neutral berichten und nicht erziehen.“ Einen Tag später schrieb Maaßen jedoch auf Twitter: „Tendenziöse Berichterstattung im #OERR kritisiere ich. Auch das gehört zur Meinungsfreiheit. Klar ist aber: Eine ‚Gesinnungskontrolle‘ journalistischer Arbeit durch die Politik darf es nicht geben.“
Vor dem Hintergrund von Maaßens Äußerungen betonte die Bundesregierung die Bedeutung der Pressefreiheit. Regierungssprecher Steffen Seibert sah jedoch keinen Grund, auf einzelne Wahlkampfäußerungen einzugehen. Maaßens Worte riefen auch innerhalb der CDU Kritik hervor. Frank Überall, Vorsitzender des Deutschen Journalistenverbandes, warf Maaßen ein mindestens fragwürdiges Verhältnis zur Pressefreiheit vor. Der Politikwissenschaftler Andreas Püttmann sagte, Maaßen sei „ein fanatischer Anti-Linker, während seine Distanzierung vom rechten, nicht-demokratischen Rand eher matt und pflichtschuldig“ wirke. Tagesschau.de bescheinigte Maaßen eine Strategie, die man von Rechtspopulisten kenne: „Erst provozieren, dann zurückrudern und dabei immer wieder die Grenzen des Sagbaren austesten und womöglich verschieben.“

## Seit der Bundestagswahl 2021
Ab Mai 2022 war Maaßen „Bürgerbeauftragter“ der CDU im Kreisverband Schmalkalden-Meiningen. In dieser inoffiziellen Parteifunktion sollte er als Ansprechpartner für CDU-Wähler aktiv werden. Seine Bundestagskandidatur verglich er mit einem „Soldaten“, der „in die Schlacht zieht“ und „Streifschüsse […] in Kauf nehmen“ müsse. Eine erneute Kandidatur schloss er nicht aus.
Anfang 2022 schrieb der Spiegel, dass Maaßen in seiner Zeit im Bundesinnenministerium als Kunde beim „Buchdienst“ der Jungen Freiheit mit seiner Privatanschrift in Berlin-Dahlem registriert war. Maaßen lehnte es ab, anzugeben, was er dort bestellt hatte, er habe jedoch nie rechtsextreme Literatur gekauft.
In der Weltwoche schrieb Maaßen 2022: „Der Ukraine-Krieg ist nicht unser Krieg“. In Bezug auf dessen Zustimmung zum offenen Brief von Alice Schwarzer gegen Waffenlieferungen an die Ukraine twitterte er: „Ich hätte nicht gedacht, dass ich Oskar Lafontaine Recht geben muss.“ Man könne kein Interesse daran haben, so Maaßen, „schleichend als ukrainischer Kriegsverbündeter im Krieg mit Russland hineingezogen zu werden“.
Im Februar 2023 wurde bekannt, dass Maaßen seit dem Jahr 2021 Gründer und Präsident einer Schweizer Stiftung namens Atlantis ist. In der Schweiz, so Maaßen, gebe es ein einfacheres Stiftungsrecht. Laut einem Flyer richtet sich die Stiftung gegen „Totalitarismus und zeitgenössischen Sozialismus“, da „Extremisten […] ganz offen den Vorrang ihrer Ideologie gegenüber der freiheitlichen Demokratie“ forderten und auch „Medien, Universitäten, gesellschaftliche Gruppen und auch die meisten Parteien […] inzwischen ähnliche Positionen“ verträten.
Anfang Mai 2023 sagte Maaßen während einer Rede im ostthüringischen St. Gangloff: „… wenn man in Afrika in irgendein zurückgebliebenes Dorf kommt, dann kann man den Leuten vielleicht Glasperlen noch verkaufen für viel, viel Gold, das sie einem dann entgegenbringen. Aber den Leuten einzureden, dass es drei Geschlechter, zehn oder 100 Geschlechter gibt. Ich glaube, so naiv und infantil sind auch kulturell zurückgebliebene Menschen nicht.“ Diese und weitere Aussagen Maaßens wurden vom Verfassungsschutz dokumentiert und trugen zur internen Einschätzung der Person Maaßens beim Bundesamt für Verfassungsschutz bei.
Weil Maaßen im August 2023 seine angebliche Verfolgung mit der Verfolgung der Juden im NS-Staat gleichgesetzt hatte, erstattete der Leiter der Stiftung Gedenkstätten Buchenwald und Mittelbau-Dora, Jens-Christian Wagner, gegen ihn Anzeige wegen Volksverhetzung.
Im August 2023 kritisierte Maaßen auf Twitter die Pläne der Bundesinnenministerin Nancy Faeser, nicht nur Menschen abzuschieben, die in „Clankriminalität“ verwickelt sein sollen, sondern auch deren Familienmitglieder, und schrieb, das Vorhaben komme „einer Sippenhaft gleich“ und sei „verfassungswidrig“. Allerdings fügte er hinzu, das Vorhaben Faesers sei auch „Wahlkampfpopulismus“, denn Faeser, so Maaßen, sei „noch nicht einmal in der Lage, die mehreren hunderttausend Ausländer abzuschieben, die nachvollziehbar ausreisepflicht[ig]“ seien. Im selben Monat nannte Maaßen auf FPÖ TV, dem YouTube-Kanal der rechten österreichischen FPÖ, den Thüringer Ministerpräsidenten Bodo Ramelow einen „Kommunisten“ und warf ihm vor, er würde eine „totalitäre Herrschaftsform“ anstreben. Ramelow, so Maaßen, habe keine Skrupel, „über Leichen zu gehen“, und wolle das Land in ein „sozialistisches Kambodscha“ verwandeln.
In der rechtsgerichteten Weltwoche sagte Maaßen im November 2023, um die „Migrationskatastrophe“ aufzuhalten, seien „schmerzhafte Operationen“ notwendig. Man müsse sich „aus der humanitären Kuschelwelt und der vermeintlich rechtsstaatlichen Komfortzone in die harte Realität des Operationssaales begeben“; das sei „zwingend notwendig“. In diesem Zusammenhang forderte er eine „Chemotherapie für Deutschland“. Die Ampelkoalition wolle „offensichtlich ein anderes Staatsvolk“ und den „Zusammenbruch der deutschen Gesellschaft“. Der Historiker Matthäus Wehowski wies auf Gemeinsamkeiten der Äußerungen Maaßens mit dem nationalsozialistischen Verständnis der Gesellschaft als „Volkskörper“ hin, der von „Schädlingen“ und „Geschwüren“ rein zu halten sei. Der Soziologe Armin Nassehi sprach von „faschistoiden Assoziationsträumen“, die Historikerin Annika Brockschmidt von „völkischen Äußerungen“. Laut dem Historiker Jürgen Zimmerer sind diese Ausführungen Maaßens keine Holocaust-Relativierung mehr, sondern „fast schon Anstachelung“. Die Frankfurter Rundschau schrieb zudem, die Krebs-Analogie Maaßens und seine Forderungen nach „Operationen“ erinnerten „frappierend“ an Äußerungen des Thüringer AfD-Chefs Björn Höcke in dessen Buch Nie zweimal in denselben Fluss.
Im Januar 2024 gab Maaßen seine Absicht bekannt, aus der Werteunion eine Partei zu formen. Sie soll nach seinen Vorstellungen bereits im selben Jahr bei den Landtagswahlen in Thüringen, Sachsen und Brandenburg wählbar sein. In einem Interview mit Welt TV sagte Maaßen, er wolle „mit allen, von links bis rechts“, reden, und äußerte sich positiv über die AfD wie auch über Sahra Wagenknecht (Bündnis Sahra Wagenknecht – Vernunft und Gerechtigkeit). Er schätze es, dass beide Parteien „einfach frank und frei die Probleme, die wir in Deutschland haben, aussprechen“ würden. Unterschiedliche Perspektiven habe man dagegen auf der Lösungsebene.
Ende Januar 2024 wurde bekannt, dass das Bundesamt für Verfassungsschutz ihn als Beobachtungsobjekt im Bereich Rechtsextremismus führt. Ende März 2024 reichte Maaßen beim Verwaltungsgericht Köln wegen dieser Einstufung eine Klage gegen das Bundesamt für Verfassungsschutz ein.
Nachdem das Bundesamt für Verfassungsschutz Ende April 2025 die AfD als gesichert rechtsextremistisch eingestuft hatte, schrieb Maaßen auf X: „Leider hat die jetzige Bundesregierung unter der linksradikalen Ministerin Faeser den Verfassungsschutz als Instrument missbraucht, um politische Gegner der Regierung zu verfolgen.“ Dabei bezog er sich auf einen Beitrag des US-Außenministers Marco Rubio, ebenfalls auf X, wonach diese „neue[n] Befugnisse zur Überwachung der Opposition [...] keine Demokratie“, sondern „verdeckte Tyrannei“ seien. Diese „Einwände“, so Maaßen, seien „berechtigt“ und er sei „dankbar für sie“.

## Wissenschaftliche Tätigkeit

### Dissertation
Maaßen schloss 1997 die Promotion an der Universität zu Köln bei Hartmut Schiedermair mit seiner summa cum laude bewerteten Arbeit Die Rechtsstellung des Asylbewerbers im Völkerrecht ab. Die spätere Verfassungsrichterin Gertrude Lübbe-Wolff besprach 2000 diese in der Fachzeitschrift Archiv des öffentlichen Rechts. Sie attestierte Maaßen sprachliche Klarheit und eine übersichtliche Gliederung, bescheinigte ihm jedoch einseitige Argumentation und selektive Auswahl seiner Quellen: „Zu gründlicher eigener Analyse sieht der Verfasser sich vorhandener Rechtsprechung gegenüber nur herausgefordert, wenn diese […] nicht oder zumindest in Teilen nicht auf seiner Linie liegt.“ Ziel der Arbeit sei es, den Nachweis für unausgeschöpfte Spielräume für eine restriktivere Flüchtlingspolitik zu führen, wobei Maaßen „generell wenig Sinn für Prozedurales“ zeige. Er lasse sich „auch abgelegenste Bedrohungsszenarien“ einfallen, wenn es der eigenen Argumentation diene.

### Lehrbeauftragter an der Freien Universität Berlin
Von 2001 bis 2016 war Maaßen Lehrbeauftragter am Fachbereich Rechtswissenschaft der Freien Universität Berlin. Ab 2006 unterrichtete er im Europäischen Zentrum für Staatswissenschaften und Staatspraxis im Studiengang Europawissenschaften Seminare zum Thema europäisches Einwanderungs- und Asylrecht.
Im Jahr 2012 beantragte der Fachbereich Rechtswissenschaft, Maaßen eine Honorarprofessur zu verleihen. Deren Akademischer Senat lehnte den Antrag ab, kurz vor der Ernennung Maaßens zum Präsidenten des Bundesamtes für Verfassungsschutz. Ausschlaggebend war dabei die Affäre um Murat Kurnaz, in der sich Maaßen gegen die Gültigkeit seiner Aufenthaltserlaubnis ausgesprochen hatte. Die ehemalige Bundesjustizministerin Herta Däubler-Gmelin (SPD) – selbst Honorarprofessorin der FU – bezeichnete laut taz Maaßens Stellungnahme als „falsch, empörend und unmenschlich“. Maaßens damaliger Vorgesetzter, Bundesinnenminister Otto Schily (SPD), nahm ihn in Schutz: „Maaßen hat damals als Referatsleiter eine Rechtsauskunft erteilt. Die politischen Entscheidungen habe ich getroffen. Er ist ein loyaler Beamter. Hätte er sagen sollen: Mein Minister hat Mist gebaut? Wer Kritik an seiner Aussage hat, soll mich kritisieren.“ Der Rechtsprofessor Ulrich Battis hielt Maaßens Stellungnahme für zweifelhaft und politisch „völlig daneben“. Maaßen erklärte, der Titel sei ihm „schnurz“, und verteidigte weiter seine Haltung.

### Mitarbeit im Verlag C. H. Beck
Maaßen steuerte über viele Jahre für den im Verlag C. H. Beck erscheinenden Standardkommentar „Epping–Hillgruber“ zum Grundgesetz für die Bundesrepublik Deutschland die Kommentare zu den Artikeln 16 und 16a des Grundgesetzes, d. h. zum Schutz vor Entzug der deutschen Staatsangehörigkeit, zum Schutz vor Auslieferung Deutscher an das Ausland und zum grundgesetzlichen Asylrecht, bei.
Im Sommer 2022 entfaltete sich dann in Fachkreisen und in der medialen Öffentlichkeit eine Kontroverse in Bezug auf Maaßens Mitarbeit an dem Standardkommentar. Nachdem das Fachportal LTO über die Sache berichtet hatte und in verschiedenen Zeitungen wie der FAZ kritische Stellungnahmen zu der Autorenwahl erschienen waren, kündigten mehrere Mitautoren des Kommentars ihre Mitarbeit an dem Werk und an anderen Kommentarwerken des C. H. Beck-Verlages auf. Der Verlag hielt zunächst an der Auswahl fest und betonte, nur mit verfassungstreuen Autoren zusammenzuarbeiten, die auf dem Boden der FDGO stehen. Der Verlag teilte dann aber Mitte Januar 2023 mit, den Verlagsvertrag mit Maaßen zu beenden, woraufhin Maaßen diesen selbst aufkündigte. Laut Verlag ist die erschienene Kommentierung Maaßens fachlich nicht zu beanstanden, jedoch schade die öffentliche Diskussion mit fortschreitender Polarisierung dem Grundgesetz-Kommentar, dessen Herausgebern sowie dem Verlag.

## Parteiausschlussverfahren der CDU und Parteiaustritt
Am 13. Januar 2023 behauptete Maaßen in einem Tweet, „die treibenden Kräfte im politischen-medialen Raum“ hätten als „Stoßrichtung“ einen „eliminatorischen Rassismus gegen Weiße“ und den „brennenden Wunsch, dass Deutschland verrecken möge“. Zudem äußerte er in einem Interview auf dem Blog des Autors Alexander Wallasch, es gebe eine „grün-rote Rassenlehre, nach der Weiße als minderwertige Rasse angesehen werden und man deshalb arabische und afrikanische Männer ins Land holen müsse“. Mehrere CDU-Politiker erneuerten daraufhin die Forderung nach einem Parteiausschluss Maaßens bzw. forderten ihn auf, selbst aus der Partei auszutreten. In der neurechten Jungen Freiheit sagte Maaßen daraufhin, er lasse sich „nicht einschüchtern“; er vertrete „die Positionen des Grundsatzprogramms der CDU“ und nicht die Auffassungen „einer öko-woken Parteielite“. Der Antisemitismusbeauftragte der Bundesregierung Felix Klein warf Maaßen vor, durch „die Übernahme von Vokabular, das zur Beschreibung der nationalsozialistischen Verbrechen geprägt wurde“, den Holocaust relativiert zu haben. Die Verdrehung der Täter- und Opferrollen sei „typisch für antisemitische Hetze“ und die Strategie der Neuen Rechten, sich selbst zum Opfer zu machen. Doron Kiesel, der Direktor der Jüdischen Akademie des Zentralrats der Juden, sagte, wenn man „die Sprachspiele“, die „Wahl seiner Worte“ und „die Bilder“, die Maaßen benutze, betrachte, stelle man fest, dass Maaßens Vokabular „eine sehr braune, sprich nationalsozialistische Tradition“ aufweise. Der Zentralratspräsident Josef Schuster attestierte Maaßen, sich in „verschwörungsideologischen und antisemitischen Gefilden […] wohlzufühlen“. Der Leiter der KZ-Gedenkstätten Buchenwald und Mittelbau-Dora Jens-Christian Wagner erklärte, Maaßen sei ein Geschichtsrevisionist, da er mit seiner Verwendung des Begriffs „eliminatorisch“, mit dem 1995 der Politikwissenschaftler Daniel Jonah Goldhagen den Antisemitismus in Deutschland, der zur Shoa geführt habe, bezeichnet hatte, ganz bewusst einen Bezug zum Holocaust hergestellt habe. Damit habe Maaßen „erneut in den antisemitischen Giftschrank gefasst“. Auch der Präsident des Bundesamts für Verfassungsschutz Thomas Haldenwang warf Ende Januar 2023 seinem Amtsvorgänger Maaßen vor, mit „sehr radikalen Äußerungen“ dem Bundesamt zu schaden. Diese Äußerungen könne er, so Haldenwang, „in ähnlicher Weise eigentlich nur vom äußersten rechten Rand politischer Bestrebungen wahrnehmen“. Er teile auch die Einschätzung des Antisemitismusbeauftragten Felix Klein, „der hier eindeutig antisemitische Inhalte (…) sieht“. In der Jüdischen Allgemeinen schrieb Juri Goldstein, es sei vielleicht eine „sich verfestigende Historie des Scheiterns [...], die bei Maaßen zu einer zunehmenden Radikalisierung führt. Die Frustration über seine wachsende Bedeutungslosigkeit mag ihn zu seinen jüngsten unsäglichen Provokationen motiviert haben.“ In seiner Gier „nach Rampenlicht und Aufmerksamkeit“ nehme Maaßen jedoch die Schädigung seiner Partei „bewusst in Kauf“.
Im selben Monat lobte Maaßen den verschwörungsideologischen YouTube-Kanal Ketzer der Neuzeit, deren Betreiber dem Reichsbürger-Spektrum zuzurechnen sind. Diese „klugen und mutigen jungen Leute“ seien „unsere Zukunft“, schrieb Maaßen. Nach Kritik an dieser Aussage löschte er den Tweet kommentarlos.
Am 13. Februar 2023 beschloss der Bundesvorstand der CDU, gegen Maaßen ein Verfahren zum Parteiausschluss einzuleiten.
Im Juli 2023 lehnte ein CDU-Kreisparteigericht in erster Instanz den Parteiausschluss von Maaßen ab und entschied, dass er seine Mitgliedsrechte wieder erlange. Das Gericht erteilte Maaßen wegen Äußerungen gegenüber dem linken Flügel der CDU einen Verweis. Der Bundesvorstand der CDU legte im November 2023 gegen die erstinstanzliche Entscheidung des Kreisparteigerichts Beschwerde ein. Der Bundesvorstand warf in seiner 67-seitigen Beschwerdeschrift Maaßen vor allem vor, dass er, entgegen dem Brandmauer-Beschluss der Partei, aktiv für eine Zusammenarbeit der CDU mit der AfD werbe. Ende Januar 2024 trat Maaßen aus der CDU aus. Er warf der Partei einen „Verrat an den klassischen Werten“ vor, denn sie sei „eine Variante der sozialistischen Parteien und keine Alternative dazu“. Überdies sei die heutige CDU hauptverantwortlich für die „Migrationskatastrophe“, die „unverantwortliche Energiewende“, die Abhängigmachung von Russland, eine „desaströse“ Bildungs-, Familien- und Wirtschaftspolitik sowie die „Erosion von Rechtsstaat und Demokratie, für Brandmauern, für die Ausgrenzung und politische Benachteiligung Andersdenkender“.

## Privates
Während seiner beruflichen Tätigkeit in der Rechtsabteilung der deutschen Industrie- und Handelskammer in Japan lernte er seine heutige Frau, eine japanische Universitätsdozentin, kennen. Er lebt in Berlin und spricht Japanisch, was er auch für wissenschaftliche Vorträge nutzt.

## Publikationen
- Perspektiven und Grenzen internationaler Zusammenarbeit der Nachrichtendienste. In: Jan-Hendrik Dietrich, Klaus Gärditz, Kurt Graulich, Christoph Gusy, Gunter Warg (Hrsg.): Reform der Nachrichtendienste zwischen Vergesetzlichung und Internationalisierung (= Beiträge zum Sicherheitsrecht und zur Sicherheitspolitik. Band 4). Mohr Siebeck, Tübingen 2019, ISBN 978-3-16-158196-0, S. 179–188.
- Die Rechtsstellung des Asylbewerbers im Völkerrecht. Überlegungen zu den völkerrechtlichen Rahmenbedingungen einer europäischen Asylrechtsharmonisierung (= Kölner Schriften zu Recht und Staat. Bd. 2). Lang, Frankfurt [u. a.] 1997, ISBN 978-3-631-31804-1.
- mit Gerold Lehnguth & Martin Schieffer: Rückführung und Rückübernahme. Die Rückübernahmeabkommen der Bundesrepublik Deutschland. Textsammlung mit Einführung und Erläuterungen (= ZfSH/SGB-Schriftenreihe. Bd. 3). Schulz, Starnberg 1998, ISBN 978-3-7962-0457-9.
- mit Marion de Wyl (Hrsg.): Allgemeine Verwaltungsvorschrift zum Ausländergesetz. Textausgabe mit dem Text des Ausländergesetzes. Kohlhammer, Stuttgart/Berlin/Köln 2001, ISBN 978-3-17-015922-8.
- (Hrsg.): Rechtsverordnungen zum Zuwanderungsgesetz. Textausgabe. Kohlhammer, Stuttgart 2005, ISBN 978-3-17-018886-0.
- mit Michael Hund & Winfried Kluth (Hrsg.): Zuwanderungsrecht. Allgemeines Zuwanderungs- und Aufenthaltsrecht. Aufenthaltsrecht nach europäischem Recht. Nomos, Baden-Baden 2008, ISBN 978-3-8329-2301-3.
  - 2. Auflage: Handbuch Zuwanderungsrecht. Allgemeines Zuwanderungs- und Aufenthaltsrecht nach deutschem und europäischem Recht. C. H. Beck, München 2017, ISBN 978-3-406-66218-8.
- Hans-Georg Maaßen: Ausländerrecht: Textausgabe mit einer erläuternden Einführung, Kohlhofer (Hrsg.), 26. März 2009, ISBN 978-3-17-020916-9
- Hans-Georg Maaßen: Es ist nie falsch die Wahrheit zu sagen, Wie wir Deutschland wieder vom Kopf auf die Füße stellen, FinanzBuch Verlag, München 2021, ISBN 978-3-95972-351-0

## Filmische Rezeption
- Lucas Eiler, Sebastian Galle: Der Fall Maaßen – Zwischen Geheimdienst und Verschwörung (Die Spur – 2023), ZDF, 29 Minuten